# آزور ولاژیک
آزور ولاژیک (انگلیسی: Azur Velagić؛ زادهٔ ۲۰ اکتبر ۱۹۹۱) بازیکن فوتبال اهل بوسنی و هرزگوین است.
از باشگاه‌هایی که در آن بازی کرده‌است می‌توان به باشگاه فوتبال یان رگنسبورگ و باشگاه فوتبال اینگولشتات ۰۴ اشاره کرد.
وی همچنین در تیم ملی فوتبال Bosnia and Herzegovina U-19 بازی کرده‌است.